# Емельянов, Михаил Макарович
Емельянов Михаил Макарович (чаще — Макарьевич)  (5 ноября, 1891, Волчанск, Харьковская губерния — 1979, Париж, Франция) —  подпоручик, Георгиевский кавалер, участник Первой мировой войны, и Белого движения на Юге России. Корниловец. Эмигрант, галлиполиец. Умер в Париже в 1979 году.

## Биография

### Первые годы
Михаил Емельянов родился в городе Волчанске Харьковской губернии 5 ноября 1891 года. Окончил Московское Алексеевское военное училище

### Участник Первой мировой войны
Принимал участие в Первой мировой войне, за боевые заслуги был награждён Орденом Святого Георгия.

### Участник Белого движения
С началом Гражданской войны вступил в Добровольческую армию. Служил в составе 2-го Корниловского полка. Эвакуирован из Крыма с частями Русской армии в ноябре 1920 года.

### Эмигрант
Участник Галлиполийского сидения. В начале 1920-х гг переехал в Югославию, а затем в 1926 году во Францию. Работал таксистом. В 1930-е гг. являлся казначеем Русского исторического общества. В 1954 году избран в состав правления Очага русских шофёров. Умер в Париже в 1979 году, похоронен на кладбище Сент-Женевьев-де-Буа.